# Хімічне розчинення вугілля
Хімічне розчинення вугілля (рос. химическое растворение угля, англ. chemical dissolution of coal, нім. chemisches Kohlensdissolvieren n) — спосіб видобутку, що полягає у попередньому руйнуванні пласта підривним та іншими способами, бурінні нагнітальних і видобувних свердловин, подачі розчинника в пласт. Коефіцієнт використання покладу не перевищує 30 %. З підвищенням температури розчинника цей показник підвищується. Недолік — висока вартість розчинника. Хімічне розчинення вугілля — різновид хімічного розчинення корисних копалин.